# 2018年
2018年（2018 ねん）は、西暦（グレゴリオ暦）による、月曜日から始まる平年。平成30年。
この項目では、国際的な視点に基づいた2018年について記載する。

## 他の紀年法
- 干支：戊戌（つちのえ いぬ）
- 日本（月日は一致）
  - 平成30年
  - 皇紀2678年
- 大韓民国（月日は一致）
  - 檀紀4351年
- 中華民国（月日は一致）
  - 中華民国107年
- 朝鮮民主主義人民共和国（月日は一致）
  - 主体107年
- 仏滅紀元：2560年10月15日 - 2561年閏9月9日
- イスラム暦：1439年4月13日 - 1440年4月22日
- ユダヤ暦：5778年4月14日 - 5779年4月23日
- Unix Time：1514764800 - 1546300799
- 修正ユリウス日(MJD)：58119 - 58483
- リリウス日(LD)：158960 - 159324

## カレンダー
| 1月 |    |    |    |    |    |    |
| 日  | 月 | 火 | 水 | 木 | 金 | 土 |
|     | 1  | 2  | 3  | 4  | 5  | 6  |
| 7   | 8  | 9  | 10 | 11 | 12 | 13 |
| 14  | 15 | 16 | 17 | 18 | 19 | 20 |
| 21  | 22 | 23 | 24 | 25 | 26 | 27 |
| 28  | 29 | 30 | 31 |    |    |    |
|     |    |    |    |    |    |    |

| 2月 |    |    |    |    |    |    |
| 日  | 月 | 火 | 水 | 木 | 金 | 土 |
|     |    |    |    | 1  | 2  | 3  |
| 4   | 5  | 6  | 7  | 8  | 9  | 10 |
| 11  | 12 | 13 | 14 | 15 | 16 | 17 |
| 18  | 19 | 20 | 21 | 22 | 23 | 24 |
| 25  | 26 | 27 | 28 |    |    |    |
|     |    |    |    |    |    |    |

| 3月 |    |    |    |    |    |    |
| 日  | 月 | 火 | 水 | 木 | 金 | 土 |
|     |    |    |    | 1  | 2  | 3  |
| 4   | 5  | 6  | 7  | 8  | 9  | 10 |
| 11  | 12 | 13 | 14 | 15 | 16 | 17 |
| 18  | 19 | 20 | 21 | 22 | 23 | 24 |
| 25  | 26 | 27 | 28 | 29 | 30 | 31 |
|     |    |    |    |    |    |    |

| 4月 |    |    |    |    |    |    |
| 日  | 月 | 火 | 水 | 木 | 金 | 土 |
| 1   | 2  | 3  | 4  | 5  | 6  | 7  |
| 8   | 9  | 10 | 11 | 12 | 13 | 14 |
| 15  | 16 | 17 | 18 | 19 | 20 | 21 |
| 22  | 23 | 24 | 25 | 26 | 27 | 28 |
| 29  | 30 |    |    |    |    |    |
|     |    |    |    |    |    |    |

| 5月 |    |    |    |    |    |    |
| 日  | 月 | 火 | 水 | 木 | 金 | 土 |
|     |    | 1  | 2  | 3  | 4  | 5  |
| 6   | 7  | 8  | 9  | 10 | 11 | 12 |
| 13  | 14 | 15 | 16 | 17 | 18 | 19 |
| 20  | 21 | 22 | 23 | 24 | 25 | 26 |
| 27  | 28 | 29 | 30 | 31 |    |    |
|     |    |    |    |    |    |    |

| 6月 |    |    |    |    |    |    |
| 日  | 月 | 火 | 水 | 木 | 金 | 土 |
|     |    |    |    |    | 1  | 2  |
| 3   | 4  | 5  | 6  | 7  | 8  | 9  |
| 10  | 11 | 12 | 13 | 14 | 15 | 16 |
| 17  | 18 | 19 | 20 | 21 | 22 | 23 |
| 24  | 25 | 26 | 27 | 28 | 29 | 30 |
|     |    |    |    |    |    |    |

| 7月 |    |    |    |    |    |    |
| 日  | 月 | 火 | 水 | 木 | 金 | 土 |
| 1   | 2  | 3  | 4  | 5  | 6  | 7  |
| 8   | 9  | 10 | 11 | 12 | 13 | 14 |
| 15  | 16 | 17 | 18 | 19 | 20 | 21 |
| 22  | 23 | 24 | 25 | 26 | 27 | 28 |
| 29  | 30 | 31 |    |    |    |    |
|     |    |    |    |    |    |    |

| 8月 |    |    |    |    |    |    |
| 日  | 月 | 火 | 水 | 木 | 金 | 土 |
|     |    |    | 1  | 2  | 3  | 4  |
| 5   | 6  | 7  | 8  | 9  | 10 | 11 |
| 12  | 13 | 14 | 15 | 16 | 17 | 18 |
| 19  | 20 | 21 | 22 | 23 | 24 | 25 |
| 26  | 27 | 28 | 29 | 30 | 31 |    |
|     |    |    |    |    |    |    |

| 9月 |    |    |    |    |    |    |
| 日  | 月 | 火 | 水 | 木 | 金 | 土 |
|     |    |    |    |    |    | 1  |
| 2   | 3  | 4  | 5  | 6  | 7  | 8  |
| 9   | 10 | 11 | 12 | 13 | 14 | 15 |
| 16  | 17 | 18 | 19 | 20 | 21 | 22 |
| 23  | 24 | 25 | 26 | 27 | 28 | 29 |
| 30  |    |    |    |    |    |    |
|     |    |    |    |    |    |    |

| 10月 |    |    |    |    |    |    |
| 日   | 月 | 火 | 水 | 木 | 金 | 土 |
|      | 1  | 2  | 3  | 4  | 5  | 6  |
| 7    | 8  | 9  | 10 | 11 | 12 | 13 |
| 14   | 15 | 16 | 17 | 18 | 19 | 20 |
| 21   | 22 | 23 | 24 | 25 | 26 | 27 |
| 28   | 29 | 30 | 31 |    |    |    |
|      |    |    |    |    |    |    |

| 11月 |    |    |    |    |    |    |
| 日   | 月 | 火 | 水 | 木 | 金 | 土 |
|      |    |    |    | 1  | 2  | 3  |
| 4    | 5  | 6  | 7  | 8  | 9  | 10 |
| 11   | 12 | 13 | 14 | 15 | 16 | 17 |
| 18   | 19 | 20 | 21 | 22 | 23 | 24 |
| 25   | 26 | 27 | 28 | 29 | 30 |    |
|      |    |    |    |    |    |    |

| 12月 |    |    |    |    |    |    |
| 日   | 月 | 火 | 水 | 木 | 金 | 土 |
|      |    |    |    |    |    | 1  |
| 2    | 3  | 4  | 5  | 6  | 7  | 8  |
| 9    | 10 | 11 | 12 | 13 | 14 | 15 |
| 16   | 17 | 18 | 19 | 20 | 21 | 22 |
| 23   | 24 | 25 | 26 | 27 | 28 | 29 |
| 30   | 31 |    |    |    |    |    |
|      |    |    |    |    |    |    |

## できごと

### 1月
- 1月1日
  - 国連、国際連合安全保障理事会の非常任理事国に赤道ギニア、コートジボワール、クウェート、ペルー、ポーランド、オランダが入り、入れ替わりでエジプト、イタリア、セネガル、ウクライナ、ウルグアイ、日本が、12月31日付で任期終了となった[1]。
  -  北朝鮮 金正恩朝鮮労働党委員長が2018年の「新年の辞」を発表し、朝鮮中央テレビが放映[2]。アメリカ合衆国本土攻撃が可能な核弾頭を搭載する大陸間弾道ミサイルの実戦配備を宣言[3]。
  -  インドネシア 北カリマンタン州都タンジュン・セロルを出港した45人乗りフェリーが転覆。33人が救助され、8人が死亡[4]。
  -  ナイジェリア ナイジェリア、リバーズ州オモック（英語版）にて、教会で行われていた深夜の礼拝から帰宅していた信者が襲撃され、少なくとも14人が死亡[5]。
  -  ブラジル ゴイアス州にある刑務所で暴動が発生。少なくとも9人が死亡、14人が負傷し、100人以上が脱走[6]。
  -  南アフリカ共和国 西ケープ州のテーブルマウンテンで懸垂下降をしていた日本人男性1人と現地ガイドの合わせて2人が死亡[7]。
- 1月2日
  -  韓国 趙明均統一部長官、南北当局者の高官級会談を9日に板門店で開催するよう北朝鮮側に提案[8]。統一部は5日、北朝鮮側が会談を受け入れたと発表[9]。
  -  ペルー 首都リマ近郊のパサマヨ（スペイン語版）でバスがトラックと衝突して崖から約100メートル下に転落し、少なくとも48人が死亡した[10]。
- 1月3日
  -  北朝鮮 祖国平和統一委員会の李善権委員長、朝鮮中央放送のラジオを通じ、板門店の韓国との連絡チャンネルを開通すると表明[11]。
  -  フィリピン 北サンボアンガ州シラワイ（英語版）で、拾って持ち帰った迫撃砲弾が自宅で爆発して8人が死亡、5人が負傷。シラワイは1990年代に政府軍とイスラム勢力との紛争があった地域で、被害者は金色の砲弾を金目の物と思い分解しようとしたという[12]。
  -  ベトナム バクニン省イエンフォン県クアンドー村にあったくず鉄倉庫が爆発し、子供2人が死亡、8人が負傷。家屋4軒が吹き飛んだ。倉庫の所有者であるくず鉄業者の男が違法に古い弾薬を貯蔵していたとして拘束[13]。
  -  シリア ダマスカス近郊の東グータ地区をロシア軍が空爆。空爆やシリア政府軍の砲撃などで市民少なくとも23人が死亡[14]。
  - 欧州各地で冬の嵐・エレノア（英語版）による被害が発生[15]。
  -  アイスランド 従業員25人以上の公共機関、企業は、同じ仕事に従事する従業員の賃金に性別格差がないことの証明を義務付ける法律が施行[16]。
  -  アイルランド ラウス県ダンドークで刃物による無差別襲撃事件。日本人1人が死亡、2人が負傷。犯人の18歳のエジプト人男性はその日に拘束[17]。
  -  エチオピア ハイレマリアム・デサレン首相、すべての政治犯の釈放と、政治犯収容所として悪名高かったマエケラウィ刑務所の閉鎖を発表[18]。
  -  ナイジェリア ボルノ州ガンボル（英語版）のモスクで次ぎつぎテロ事件。11人が死亡[19]。
- 1月4日
  -  アフガニスタン カブールで、麻薬やアルコールなど禁制の品物を取り扱っていた闇市場を警察隊が取り締まっている最中に自爆テロが発生。多数の犠牲者が出ていた。20人が死亡、30人が負傷。ISILが犯行声明[20]。
  -  アメリカ合衆国 テロ対策が不十分だとして、パキスタンに対する治安対策支援を凍結すると発表[21]。
  -  アメリカ合衆国大統領ドナルド・トランプと韓国大統領文在寅が電話会談し、2月の平昌五輪期間中に米韓合同軍事演習を実施しないことで合意[22]。
  -  コンゴ民主共和国 キンシャサの貧民街で3日夜からの豪雨による洪水と土砂崩れにより、44人が死亡[23]。
  -  ペルー 前年12月24日に恩赦が発表されたアルベルト・フジモリ元大統領が入院先の病院を退院[24]。
  -  南アフリカ共和国 フリーステイト州クルーンスタッド（英語版）近郊の線路で列車がトラックに衝突し、車両数両が脱線。18人が死亡、254人が負傷[25]。
- 1月5日
  -  エジプト ルクソールで観光用の気球が墜落し、1人が死亡、12人が負傷した[26]。
  -  中華人民共和国 昨年12月の国連安保理制裁決議に基づき、北朝鮮向け原油の輸出を制限すると発表した[27]。
  -  パプアニューギニア 東セピック州スクートン諸島（英語版）の火山島・カドバー島（英語版）が噴火し、住人500人が緊急避難。同島の噴火は有史以来初めて[28]。
- 1月6日
  -  サウジアラビア 王族に対する光熱費補助の停止や王族の処刑に抗議し、4日にリヤドの王宮前で座り込みをした王子11人を逮捕[29]。
  -  セネガル カザマンス地方ジガンショール近郊の森で薪を集めていた人々を武装集団が襲撃。13人が死亡、7人が負傷[30]。
  -  中華人民共和国 上海市の黄河河口から約300キロの東シナ海沖合でパナマ船籍のタンカー、サンチ号（英語版）と香港船籍の貨物船が衝突。タンカーが炎上し、イラン人30人、バングラデシュ人2人の乗組員が行方不明。貨物船の中国人船員21人は救出[31]。
- 1月7日
  -  スウェーデン フッディンゲ（スウェーデン語版）の地下鉄バルビーゴード駅（スウェーデン語版）で手榴弾と見られる爆発物による爆破事件。1人が死亡、1人が負傷[32]。
  -  メキシコ アカプルコ近郊で市民や自警団、警察が絡む武力衝突が発生。11人が死亡、30人以上が拘束[33]。
- 1月14日 - 6日に衝突したサンチ号が沈没。イランの救助隊、サンチ号乗員の生存は絶望的との見方を示す。人民日報は15日、現場を起点に長さ約18.5キロ、幅約7.4キロの範囲に油が広がっていると報道。同船は軽質原油13万6000トンを積載しており、油量流出量としては史上最多となる恐れがある[34][35]。
- 1月15日 -  ルーマニア ミハイ・トゥドセ（英語版）首相が党内の信任投票で不信任されたことを受け首相辞任を表明。ポール・スタネスク（英語版）副首相が代行を務めるとみられたが[36]、翌16日になってクラウス・ヨハニス大統領がスタネスクの代行就任を認めず、国防大臣のミハイ・フィフォル（英語版）を指名した[37]。17日、次期首相にヴィオリカ・ダンチラを指名[38]。
- 1月16日
  -  チェコ アンドレイ・バビシュ政権の内閣信任決議を賛成78、反対117で否決[39]。
  - フリーダム・ハウスが、2018年の「世界の自由」報告の自由度格付けを発表[40]。
- 1月17日 -  イギリス テリーザ・メイ英国首相は、英国国内で社会問題化している社会的孤独者の増加に政府として取り組むため、内閣に孤独問題担当国務大臣を設置することを決定し、初代大臣として保守党庶民院議員にして、メイ政権でスポーツ・市民社会担当国務次官（英語版）を務めるトレーシー・クラウチを指名したことを発表した[41]。
- 1月24日 -  台湾 台北市の台北アリーナで2018年四大陸フィギュアスケート選手権が開幕[42]。
- 1月31日 - 世界各地で「スーパー・ブルー・ブラッドムーン」が観測された[43]。

### 2月
- 2月6日 -  台湾 台湾標準時23時50分に花蓮県近海でMw 6.4の地震が発生。花蓮市内のホテルなどが倒れ、17人が死亡。250人以上が負傷[44]。
- 2月9日 -  韓国 2018年平昌オリンピック開幕、開会式[45]。25日閉幕
- 2月11日 -  ロシア ドモジェドヴォ空港から飛び立ったオルスク行きのサラトフ航空703便が、離陸直後に墜落し、乗員乗客71人全員が死亡した[46]。

### 3月
- 3月1日 -  アメリカ合衆国 ニューヨークのメトロポリタン美術館が、これまで任意だった入館料の支払いを原則義務化することを発表した[47]。
- 3月9日〜3月18日 - 大韓民国江原道平昌郡で第12回冬季パラリンピックが開催された[48][49]。
- 3月11日 -  香港 宣誓が中央政府の基準に反するとして資格を取り消された立法会議員6名のうち、法廷で係争中の2名を除く4名の議席を巡る補欠選挙が行われた[50]。投票の結果、各2議席を親中派（うち1議席が直接選挙枠）と民主派が獲得した。
- 3月13日 -  アメリカ合衆国 ドナルド・トランプがレックス・ティラーソンを国務長官から解任すると表明した[51]。
- 3月18日 -  ロシア 2018年ロシア大統領選挙投票日[52]。ウラジーミル・プーチンが再選された[53]。
- 3月25日 -  ロシア ケメロヴォにある大型ショッピングセンター「ジームニャヤ・ヴィーシニャ」で大規模火災が発生し、64人が死亡、79人が負傷した[54]。

### 4月
- 4月13日 -  シリア ダマスカス近郊での化学兵器使用疑惑を受け、米英仏連合軍が、アサド政権の化学兵器に関連するとされる3か所へのミサイル攻撃を行った[55]。
- 4月19日 -  エスワティニ 国王ムスワティ3世は同国の都市マンジニで執り行った独立50周年記念式典での演説に於いて「私はこの国の名前を元に戻す」として、国名を現地語に則り『エスワティニ王国（Kingdom of eSwatini）』と改めることを宣言した[56]。
- 4月21日 - 世界最高齢者の 田島ナビ（1900年生まれ）が逝去し、確実な証拠のある19世紀生まれは全員逝去した[57]。
- 4月26日 -  アメリカ合衆国 トランプ大統領の任命により、解任されたレックス・ティラーソンの後任として、中央情報局（CIA）長官のマイク・ポンペオが第70代アメリカ合衆国国務長官に就任した[58]。
- 4月27日 -  韓国・北朝鮮の軍事境界線である板門店において、韓国の文在寅大統領と北朝鮮の金正恩朝鮮労働党委員長が史上3回目の南北首脳会談を実施し、朝鮮半島の非核化の実現を目標とした共同宣言「板門店宣言」が発表された[59]。

### 5月
- 5月19日 -  イギリス ヘンリー王子とアメリカの女優、メーガン・マークルの挙式が、ウィンザー城の聖ジョージ礼拝堂で行われた[60]。

### 6月
- 6月7日 -  日米首脳会談が、米ワシントンのホワイトハウスで行われた[61]。
- 6月11日 -  韓国 月城原子力発電所で冷却材漏出事故が発生した[62]。
- 6月12日 -  トランプ大統領と金正恩委員長がシンガポールにて首脳会談を行い、北朝鮮の非核化と体制保障を含む合意文書に署名した[63][64]。
- 6月14日〜7月15日 -  ロシア 2018 FIFAワールドカップロシア大会開催[65]。
- 6月17日 -  * トヨタが、フランスのサルト・サーキットで行われたル・マン24時間レースで初優勝した。日本メーカーと日本人ドライバーによる優勝は初めて。
- 6月18日 -  日本 大阪府北部でMj 6.1の地震。最大震度6弱の地震により、死者6人、負傷者462人の被害となった[66]。
- 6月23日 -  タイ タムルアン洞窟に現地のサッカー少年団が閉じ込められる事故が発生。
- 6月24日 -  サウジアラビア 女性の車の運転が解禁された[67][68][69][70][71]。
- 6月25日 - 宇宙国家「アスガルディア」の指導者にロシアの科学者であり、実業家でもあるイーゴリ・アシュルベイリが選出され、ウィーンのホーフブルク宮殿で就任式が行われた[72]。
- 6月26日 - 新潟県上越市の「上越市立水族博物館」が「うみがたり」という愛称でリニューアルオープン。
- 6月28日〜7月8日 -  日本 平成30年7月豪雨（西日本豪雨）が発生し、死者・行方不明者は271人、負傷者は484人に上った[73][74]。

### 7月
- 7月6日  -   日本 一連のオウム真理教事件に関わった7人（元教祖麻原彰晃、元教団幹部の早川紀代秀、新実智光、井上嘉浩、遠藤誠一、中川智正、土谷正実死刑囚）の死刑が執行された[75]。
- 7月15日 -  ロシア 2018 FIFAワールドカップにおいて、フランスが2度目の優勝を決めた。
- 7月19日 -  カザフスタン 2014年ソチオリンピックフィギュアスケート男子シングル銅メダリストのデニス・テンが、母国のカザフスタンで強盗に襲撃され死亡[76]。
- 7月22日ー世界最高齢だった都千代が死去し、田中カ子が世界最高齢となった。
- 7月23日 -  ラオス アッタプー県で建設中の水力発電用のダムが決壊し、71人が死亡した[77][78][79]。
- 7月26日 -   日本 一連のオウム真理教事件に関わった6人（元教団幹部の岡﨑一明、端本悟、林泰男、豊田亨、横山真人、広瀬健一死刑囚）の死刑が執行された（6日と合わせて同月内に計13人に執行）[80]。
- 7月28日 - 皆既月食を観測。

### 8月
- 8月5日 -  インドネシア ロンボク島近海でMw 6.9の地震が発生[81]。400人以上が死亡[82]。
- 8月14日 -  イタリア モランディ橋が崩落した[83]。
  - 2004年に日本の広島県で起きた廿日市女子高生殺害事件の犯人が逮捕される。

### 9月
- 9月6日 -  日本 北海道胆振地方中東部でMj 6.7の地震。北海道厚真町で震度7を観測し、死者43人、負傷者782人、道内全域の約295万戸で停電が発生した[84][85][86]。
- 9月16日 - 第45回ベルリンマラソンでエリウド・キプチョゲが世界初の2時間1分台（2時間1分39秒）に突入[87]。
- 9月23日 -  中華人民共和国 広深港高速鉄道（第二九広鉄路）が全線開通した[88]。
- 9月24日 - K-1 WORLD GPのスーパーファイトにて、芦澤竜誠が小澤海斗に判定で勝利した直後に「オレが芦澤竜誠だマッファエラ！」と叫び、名言となった。
- 9月27日 - 欧州サッカー連盟（UEFA）が2024年のUEFA欧州選手権（UEFA Euro 2024）の開催国にドイツを選出した[89]。
- 9月28日 -  インドネシア 中部スラウェシ島で午後6時(日本時間同7時)すぎ、マグニチュード(M)7.5の大地震が発生。地震、津波、液状化現象による大規模な泥流により4,340人が死亡[90]。

### 10月
- 10月7日 - 国際刑事警察機構は、9月下旬から中華人民共和国で行方不明となっている総裁の孟宏偉から10月7日付で辞任すると連絡を受けたことを発表。中国当局が孟を汚職の疑いで捜査していることを発表していた[91]。
- 10月11日 -   シンガポール シンガポール航空が世界最長直行便となるシンガポール - ニューヨーク・ロサンゼルス便を復活。
- 10月14日 - アーモンドアイが中央競馬クラシック牝馬三冠を達成。

### 11月
- 11月1日 -  パラオ サンゴ礁に有害な化学物質を含む日焼け止めを禁止すると発表[92]。
- 11月4日 -  フランス 海外領土であるニューカレドニアで、独立の是非を問う住民投票が行われた[93]。
- 11月6日 -  アメリカ合衆国 アメリカ合衆国中間選挙の投票と開票が行われた[94]。
- 11月8日 -  アメリカ合衆国 カリフォルニア州で大規模な山火事が発生。
- 11月25日 -  香港 宣誓が中央政府の基準に反するとして資格を取り消された立法会議員1人の議席（九龍西選挙区）を巡り補欠選挙が行われた。投票結果は親中派の勝利となり、民主派が2回連続で（直接選挙枠における）補欠選挙で敗北を喫した。

### 12月
- 12月22日 -  インドネシア スンダ海峡でアナク・クラカタウ山の噴火に伴う海底地すべりにより大規模な津波が発生し426人が死亡[95]。

- 12月30日 - バングラデシュで総選挙。与党のアワミ連盟が小選挙区の300議席中、288議席以上を獲得し圧勝[96]。
- 12月31日 -  アメリカ合衆国 国際連合教育科学文化機関（UNESCO）を脱退した。

## 周年
- 1月4日 - ミャンマーのイギリスからの独立（独立当時はビルマ）70周年[97]
- 1月23日 - プエブロ号事件発生から50年[98]
- 1月31日 - ナウル独立50周年[99]
- 2月17日 - コソボ独立10周年[100]
- 5月14日 - イスラエル建国70周年
- 6月2日 - エリザベス2世女王（イギリス連邦王国）戴冠から65周年
- 7月18日 - インテル設立50周年
- 9月4日 - Google設立20周年
- 9月9日 - 朝鮮民主主義人民共和国建国70周年
- 9月15日 - リーマン・ショック発生から10年
- 10月31日 - ハンガリー独立100周年
- 11月1日 - 欧州連合発足25周年
- 11月11日 - 第一次世界大戦終結100周年
- 11月18日 - ミッキーマウスとミニーマウスのスクリーンデビュー90周年
- スペインかぜの大流行から100年[101]。
- 明治維新150周年

## イベント
- 東アジア文化都市が金沢市、釜山広域市で開催。

## 芸術・文化・ファッション

### 映画

#### 本国公開・日本公開ともに当年
日付は日本公開日。
- 3月1日 - ブラックパンサー (監督: ライアン・クーグラー)
- 3月30日 - レッド・スパロー (監督: フランシス・ローレンス)
- 4月13日 - パシフィック・リム: アップライジング (監督: スティーヴン・S・デナイト)
- 4月20日 - レディ・プレイヤー1 (監督: スティーヴン・スピルバーグ)
- 6月21日 - デッドプール2 (監督: デヴィッド・リーチ)
- 6月29日 - ハン・ソロ/スター・ウォーズ・ストーリー (監督: ロン・ハワード)
- 7月13日 - ジュラシック・ワールド/炎の王国 (監督: J・A・バヨナ)
- 7月27日 - ウインド・リバー (監督: テイラー・シェリダン)
- 8月3日 - ミッション:インポッシブル/フォールアウト (監督: クリストファー・マッカリー)
- 8月10日 - オーシャンズ8 (監督: ゲイリー・ロス)
- 8月31日 - アントマン&ワスプ (監督: ペイトン・リード)
- 9月7日 - MEG ザ・モンスター (監督: ジョン・タートルトーブ)
- 9月14日 - プーと大人になった僕 (監督: マーク・フォースター)
- 9月21日 - スカイスクレイパー (監督: ローソン・マーシャル・サーバー)
- 9月28日 - クワイエット・プレイス (監督: ジョン・クラシンスキー)
- 10月5日 - イコライザー2 (監督: アントワーン・フークワ)
- 11月2日 - ヴェノム (監督: ルーベン・フライシャー)
- 11月9日 - ボヘミアン・ラプソディ (監督: ブライアン・シンガー)
- 11月23日 - ファンタスティック・ビーストと黒い魔法使いの誕生 (監督: デヴィッド・イェーツ)
- 12月7日 - パッドマン 5億人の女性を救った男 (監督: R・バールキ)
- 12月7日 - おとなの恋は、まわり道 (監督: ヴィクター・レヴィン)
- 12月21日 - シュガーラッシュ:オンライン (監督: リッチ・ムーア)
- 12月21日 - アリー/スター誕生 (監督: ブラッドリー・クーパー)

#### 本国公開映画(日本公開は翌年以降)
日付は本国公開日。
- 10月12日 - ファースト・マン (監督: デイミアン・チャゼル)
- 12月19日 - メリー・ポピンズ リターンズ (監督: ロブ・マーシャル)
- 12月21日 - アクアマン (監督: ジェームズ・ワン)

## 誕生
- 1月5日 エリック・フィラトフ
- 3月9日 アドリアンネ (ブレーキンゲ公)
- 4月23日 ルイ・オブ・ウェールズ
- 5月31日 村方乃々佳、童謡歌手

## ノーベル賞
- 物理学賞：アーサー・アシュキン、ジェラール・ムル、ドナ・ストリックランド
- 化学賞：フランシス・アーノルド、ジョージ・P・スミス、グレゴリー・ウィンター
- 生理学・医学賞：ジェームズ・P・アリソン、本庶佑
- 文学賞：オルガ・トカルチュク
- 平和賞：デニス・ムクウェゲ、ナーディーヤ・ムラード
- 経済学賞：ウィリアム・ノードハウス、ポール・ローマー

※ノーベル文学賞を主催するスウェーデンアカデミーは、メンバーのセクハラ問題などを理由に、2018年中の選考を見送り2019年に発表を行った。